# Station des garde-côtes du cap Disappointment
Pour les articles homonymes, voir Cap Disappointment.

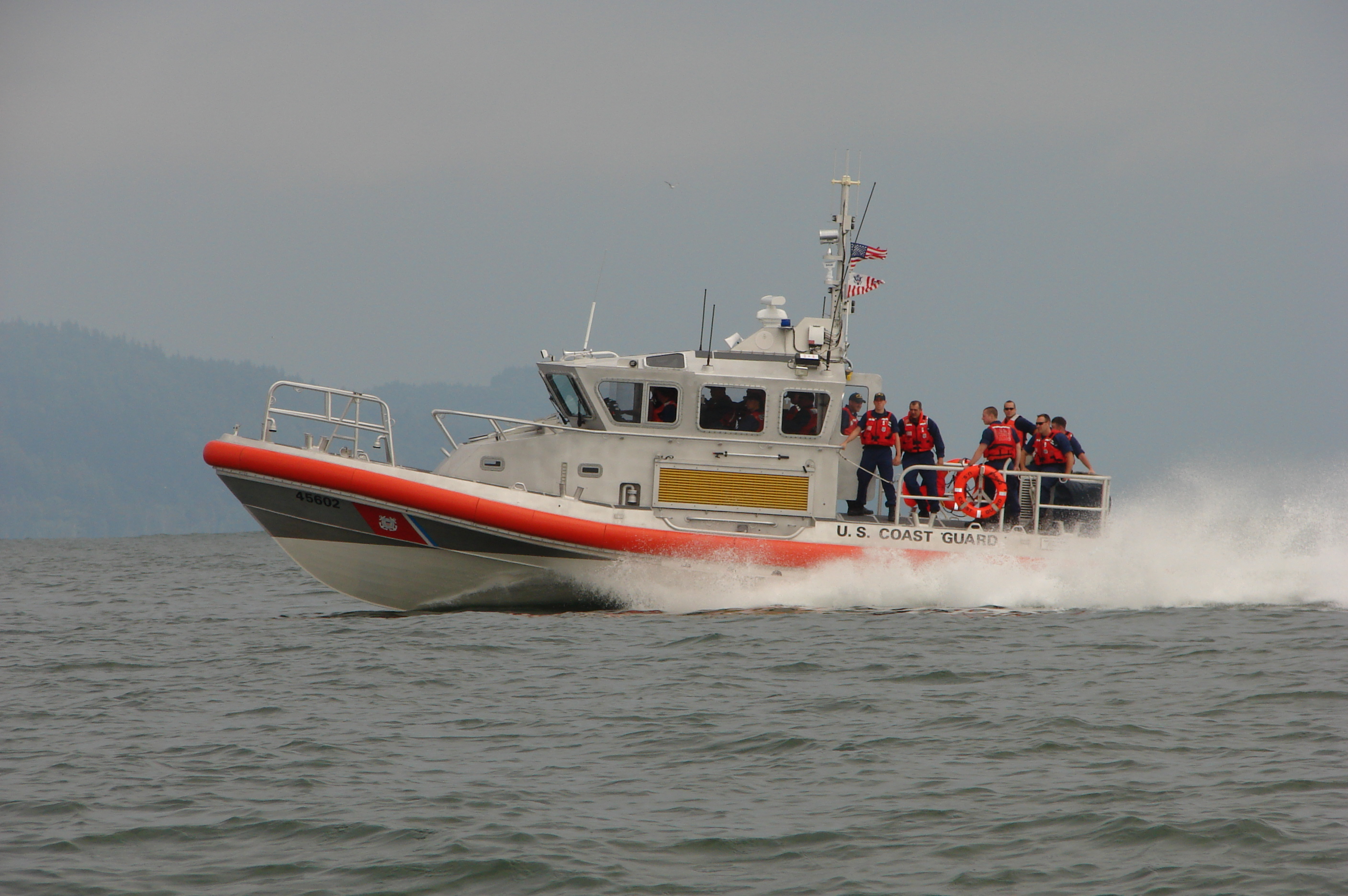
Un response boat-medium de la station, 2008.

La station des garde-côtes du cap Disappointment est une station du Corps des garde-côtes des États-Unis située près du cap Disappointment à l'embouchure du fleuve Columbia sur la côte ouest de l'État de Washington.
La zone du banc de sable du Columbia est réputée pour sa difficulté de navigation et constitue une partie du « Cimetière du Pacifique ».
C'est la plus grande station de recherche et sauvetage de la côte nord-ouest des garde-côtes américains avec un équipage de cinquante hommes. Elle est responsable pour la zone allant d'Ocean Park (État de Washington) au nord à Tillamook Head (Oregon) au sud, mais également de toute l'embouchure du Columbia.
À proximité directe de la station se trouve le phare du cap Disappointment.